# Zew Cthulhu (gra fabularna)
Zew Cthulhu (ang. Call of Cthulhu) – gra fabularna utrzymana w konwencji grozy amerykańskiego wydawnictwa Chaosium Publishing. Jest oparta na motywach zaczerpniętych z tzw. mitologii Cthulhu, opowiadania o tym samym tytule autorstwa H.P. Lovecrafta oraz jego innych utworów. Zew Cthulhu to gra popularna zarówno na Zachodzie, jak i w Polsce.
Standardowo akcja może toczyć się w jednym z trzech okresów: 1890, 1920 i 1990. Zazwyczaj fabuła jest osadzona w drugim z nich, w Stanach Zjednoczonych, choć w polskiej wersji popularne jest również umieszczanie akcji w czasach PRL. Gracze wcielają się w Badaczy Tajemnic – ludzi, którzy stykają się z napawającymi grozą Mitami Cthulhu. Ich celem jest rozwiązywanie mrocznych zagadek, odkrywanie niezwykłych reliktów zapomnianych cywilizacji, badanie bluźnierczych i zakazanych ksiąg oraz powstrzymywanie niebezpiecznych kultów. Na ich drodze stoi wiele niebezpieczeństw, a wśród nich rozmaite potwory z Wielkimi Przedwiecznymi na czele.
Mechanika gry była początkowo oparta na uproszczonej wersji systemu Basic Role-Playing użytego w grze RuneQuest. Większość atrybutów ma wartość procentową, do testów używa się tylko kości k100, jednak inne (k4, k6, k10 itd.) też mają zastosowanie, choćby do rozwijania umiejętności, odejmowania punktów poczytalności i wyznaczania początkowych cech postaci. Nie ma Punktów Doświadczenia, zamiast nich ulegają zwiększeniu atrybuty, które zostały z sukcesem użyte w toku danej rozgrywki. W roku 2001 firma Wizards of the Coast wydała wersję opartą na mechanice d20 – z możliwością zaadaptowania postaci z gry Dungeons and Dragons.
Wśród firm tworzących własne rozszerzenia Zew Cthulhu można wymienić Pagan Publishing z Delta Green. Wiele współczesnych suplementów do Zewu wspiera zarówno mechanikę d20 jak i BRP, dotyczy to również tych wydawanych przez Chaosium. W Polsce linię wydawniczą Zew Cthulhu prowadzi aktualnie poznańskie wydawnictwo Black Monk Games.

## Zew Cthulhu w Polsce
Zew Cthulhu ukazało się w Polsce w 1995 r. nakładem wydawnictwa Mag w dwóch edycjach: 5.1.1 i 5.5 (różnią się okładkami). Przetłumaczono też dodatki:
- Przerażające podróże
- Horror w Orient Expressie
- Serce grozy
- Almanach Potworów
- Księga Strażnika Tajemnic
- Maski Nyarlathotepa
- Dzień Bestii
- Krainy Snów
- Xięga Bestyj, Tom 1
- Podręcznik Badacza Tajemnic
- Cthulhu 1990

Wydano również kampanię polskich autorów pt. Twierdza Wron.
W 2011 roku nakładem wydawnictwa Galmadrin ukazał się po polsku podręcznik „Zew Cthulhu edycja 6” oraz dodatek Gaslight.
Nieistniejący już magazyn Magia i Miecz publikował serię felietonów poświęconych grze – Skrót do R’lyeh Miłosza Brzezińskiego, opatrzonych charakterystycznymi ilustracjami Huberta Czajkowskiego. Felietony te zostały po latach zebrane w zbiór o tym samym tytule i wydane przez wydawnictwo Portal.
W listopadzie 2018 roku za pomocą portalu wspieram.to zebrano fundusze na wydanie polskiej wersji 7. edycji Zewu Cthulhu przez wydawnictwo Black Monk Games. Zebrano ponad 1 mln PLN i była to największa tego typu akcja w Polsce. W 2019 zgodnie z obietnicą Black Monk Games wypuściło zarówno wersje PDF jak i książkową wersję Księgi Strażnika. Razem z nią wydane zostały dwa zbiory scenariuszy – Cienie Tatr oraz Horror nad Wartą.
W 2020 roku ukazały się Podręcznik Badacza, Wrota Ciemności, Zestaw Startowy, Pulp Cthulhu oraz Lodowaty Płomień Duszy. 
W 2021 roku do tej pory wydany został Podręcznik Badaczki i Wielki Grymuar Magii Mitów, a także zestawy scenariuszy, Maski Nyarlathotepa (w dwóch tomach), Twarzą w Twarz, Posiadłości Szaleństwa Tom I: Za Zamkniętymi Drzwiami oraz Dwie z Tysiąca. Black Monk wydał również do tej pory dwie samodzielne gry paragrafowe, osadzone  w świecie Zewu – Samotnie Przeciwko Ciemności oraz Choose Cthulhu 1: Zew Cthulhu.